# HD 153336
HD 153336，又名CD-2412997，SAO 184892、HR 6308，是一颗恒星，视星等为5.86，位于銀經357.46，銀緯10.57，其B1900.0坐标为赤經16h 53m 50.2s，赤緯-24° 10.57′ 25″。